# Dieter Hartmann (Maler)
Dieter Hartmann (* 10. April 1939 in Köln; † 13. September 2022) war ein deutscher Glasmaler und Grafiker.

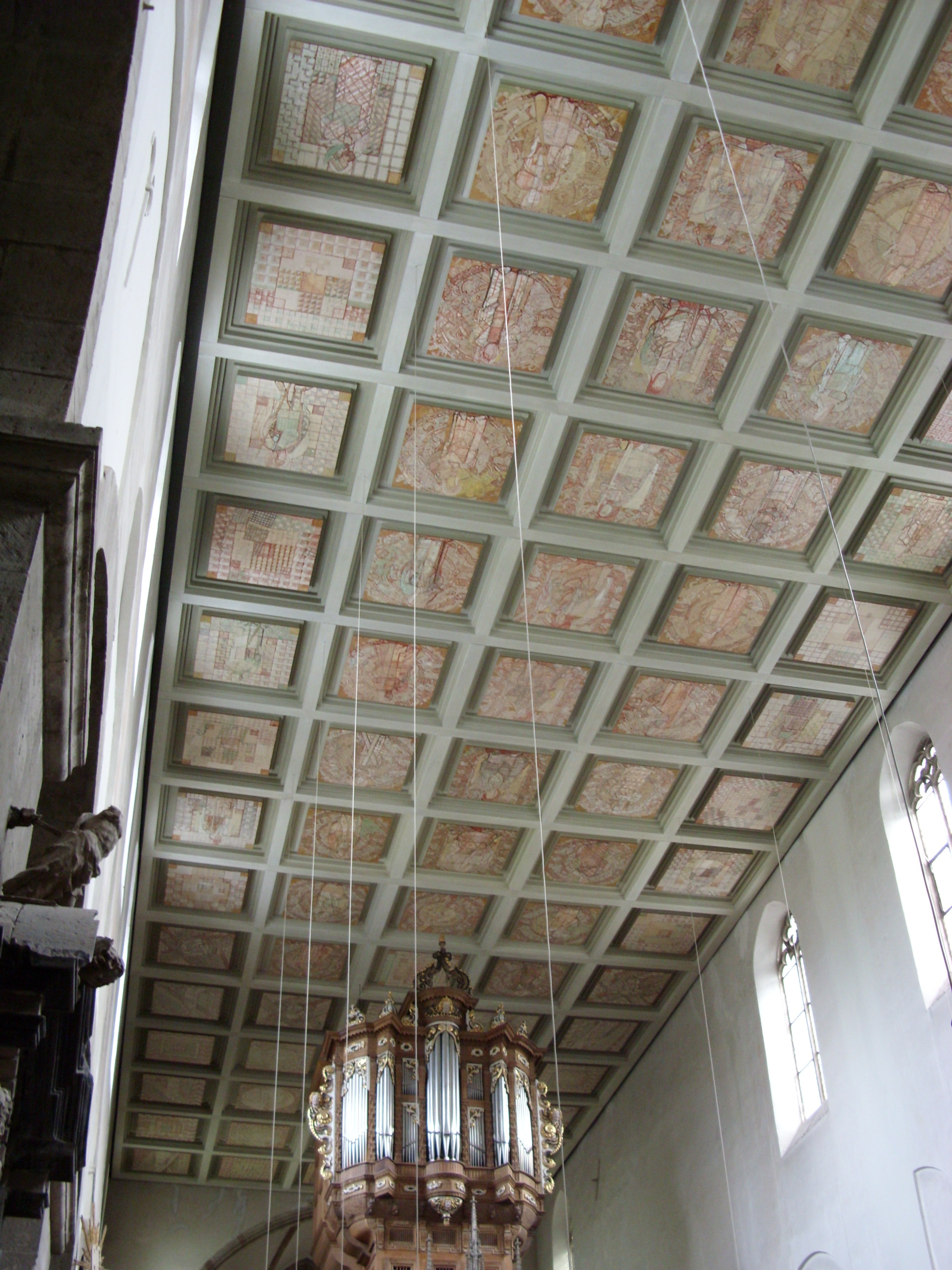
Deckenbemalung in St. Pantaleon (Köln) (Foto: 2008)

## Leben und Werke
Hartmann studierte an den Kölner Werkschulen bei Otto Gerster. Bekannt wurde er durch die Gestaltung von Kirchenfenstern in Kirchen des Rheinlands. Insgesamt schuf er Glasfenster in mehr als 60 Kirchen und anderen kirchlichen Gebäuden. In der katholischen Kirche St. Pantaleon in Köln gestaltete er 1986 Fenster im Westwerk und 1993 die Ausmalung der Kassettendecke im Mittelschiff und im Hochchor (Wurzel Jesse). Hartmanns Bilder bewegen sich zwischen dem Gegenständlichen und dem Abstrakten.
Hartmann starb 2022 im Alter von 83 Jahren. Er wurde auf dem Kölner Melaten-Friedhof beigesetzt.

## Werkverzeichnis (Auswahl)
| Ort                       | Gebäude                                                              | Jahr          |
| ------------------------- | -------------------------------------------------------------------- | ------------- |
| Bedburg-Königshofen       | Katholische Kirche St. Peter                                         | 1985          |
| Bergneustadt-Belmicke     | Katholische Kirche St. Anna                                          | 1978          |
| Bornheim-Dersdorf         | Katholische Kirche St. Albertus Magnus                               | 1975 bis 1977 |
| Dormagen-Hackenbroich     | Katholische Kirche St. Katharina                                     | 1975          |
| Düsseldorf-Eller          | Katholische Kirche St. Gertrud                                       | 1976 bis 1977 |
| Düsseldorf-Friedrichstadt | Katholische Kirche St. Antonius                                      | 1999 bis 2006 |
| Heiligenhaus              | Katholische Kirchen St. Suitbertus und Kapelle St. Jakobus Abtsküche |               |
| Köln-Nippes               | Katholische Kirche St. Marien                                        | 1978 bis 1983 |
| Marialinden               | Katholische Kirche St. Mariä Heimsuchung                             | 1977 bis 1978 |
| Solingen Mangenberg       | Katholische Kirche St. Engelbert                                     | 1983          |